# Татаринов, Николай Григорьевич
Никола́й Григо́рьевич Тата́ринов (8 декабря 1923, Владимирская губерния — 23 июня 2001) — передовик советского сельского хозяйства, звеньевой совхоза «Тургеневский» Меленковского района Владимирской области. Герой Социалистического Труда (1966).

## Биография
Родился 8 декабря 1923 года в деревне Кориково Меленковского уезда Владимирской губернии (ныне — Меленковского района Владимирской области). После окончания школы поступил на курсы трактористов, закончив их устроился работать на машинно-тракторную станцию.
В 1942 году ушёл добровольцем на фронт и домой вернулся в 1946 году в звании лейтенанта. Награждён орденом Отечественной войны II степени, медалью «За победу над Германией».
После демобилизации работал трактористом в колхозе «Прогресс», который был переименован в колхоз «Путь Ленина», а затем в совхоз «Тургеневский».
Занимался выращиванием картофеля, добивался очень высоких результатов, получая по 300 центнеров картофеля с гектара. Одним из первых в районе и области перешёл на звеньевую систему возделывания пропашных культур. Он делом доказал, что на полях можно получать картофеля с каждого гектара не по 80—100, а 250 и 300 центнеров. Поля, которые обрабатывал Николай Татаринов, стали учебными участками сначала для механизаторов совхоза «Тургеневский», а затем для хозяйств всего района.
В 1965 году мартовский Пленум ЦК КПСС особое внимание обратил на вопросы передового опыта и быстрейшего его внедрения. Передовик Татаринов щедро делился своим опытом с трактористами района, которые по его примеру переходили на звеньевую систему возделывания картофеля. К нему обращались за советом механизаторы из хозяйств не только районов Владимирской области, но и других областей.
Указом Президиума Верховного Совета СССР от 30 апреля 1966 года за успехи, достигнутые в увеличении производства и заготовок картофеля, овощей, плодов, Татаринову Николаю Григорьевичу присвоено звание Героя Социалистического Труда с вручением ордена Ленина и золотой медали «Серп и Молот».
В дальнейшем продолжал работать в совхозе.
Делегат XXIV съезда КПСС, делегат профсоюзного съезда, неоднократный участник Выставки достижений народного хозяйства СССР.
Умер 23 июня 2001 года.

## Награды
- золотая медаль «Серп и Молот» Героя Социалистического Труда (30.04.1966);
- орден Ленина (30.04.1966);
- орден Октябрьской Революции (11.12.1973);
- орден Отечественной войны II степени.
- медаль «В ознаменование 100-летия со дня рождения Владимира Ильича Ленина» (30.03.1970);
- медаль «За победу над Германией в Великой Отечественной войне 1941—1945 гг.».
- другие медали СССР и Российской Федерации